# Sebastian Locher
Sebastian Locher (* 19. Januar 1825 in Stetten unter Holstein; † 27. Juni 1889 in Sigmaringen) war ein deutscher Lehrer und Heimatforscher im Gebiet der Hohenzollernschen Lande.

## Kindheit und Jugend
Am 19. Januar 1825 wurde Sebastian Locher in Stetten unter Holstein als zweiter Sohn des Paul Locher und der Anna geb. Killmaier aus Schlatt (Hechingen) in Stetten unter Holstein geboren. Sebastians Eltern lebten in sehr einfachen, fast ärmlichen Verhältnissen. So wurde der Knabe schon sehr früh zu harter Arbeit herangezogen und lernte im Elternhaus Fleiß, Sparsamkeit und Bescheidenheit.
1839 zog er mit seinen Eltern nach Benzingen in ein Söldnerhaus mit Spezereihandel.

## Sebastian Locher als Lehrer
1840 wird er als „Incipient“ (Lehrer-Lehrling) bei Musterlehrer Joseph Neuburger in Benzingen angenommen. Als „Präparand“ wird Sebastian Locher 1842 in die Lehrerbildungsanstalt Habsthal aufgenommen. Am 5. Juni 1844 erhält er als Provisor (=Hilfslehrer) die erste Lehrerstelle in Kalkreute mit 49 Schülern in der einklassigen Schule. Sebastian Locher wurde am 17. Juli 1844 nach Benzingen versetzt. Im dortigen Schulgarten standen 674 vier- und fünfjährige Kernobstbäumchen, von denen etwa 300 veredelt waren. Hier entwickelte sich sein Interesse für die Obstbaumzucht. Am 1. Januar 1845 wurde er als Provisor nach Veringendorf versetzt, wo er die Elementarschule, die Sonntagsschule und den Kirchenchor übernahm. Zu dieser Zeit begann er sein Musikstudium. Seine Versetzung nach Wald (Hohenzollern) wurde am 6. Mai 1846 ausgesprochen und wieder zurückgenommen. Eine Woche später wurde er nach Dettingen an der Erms versetzt, wo er die Unterklasse und weibliche Sonntagsschule übernahm. Hier lernte er seine spätere Frau, die Hirschwirtstochter Philippine Breisinger, kennen. 1848 übernahm er am 13. Juni die einklassige Schule in Glatt. Kurz darauf, am 8. November 1849, musste er die Schule in Heiligenzimmern übernehmen. Am 23. Mai 1850 bat Sebastian Locher die fürstliche Regierung um Versetzung nach Benzingen, da seine Eltern kränklich gewesen sein sollen. Seiner Eingabe wurde entsprochen.
Am 9. September 1850 heirateten Sebastian Locher und Philippine Breisinger.
Sebastian Locher erkrankte am 1. Mai 1855 schwer an einem Magenleiden mit Bluthusten. Im Alter von 30 Jahren musste er die fürstliche Regierung um Entlassung aus dem Schuldienst bitten. Mit der Erbschaft seiner Frau kaufte er die Mühle an der Gallusquelle in Hermentingen. Mit eigener Hand verbesserte er das verlotterte Mühlwerk, errichtete eine Schmiedwerkstätte in der geräumigen Küche, baute sich eine eiserne Bank zur Bearbeitung von Transmissionswellen und beschlug seine beiden Rappen. In seiner Schreinerwerkstätte fertigte er Möbel an und die Bienenkästen für den Mobilstand, den er in Hohenzollern einführte. Er betätigte sich als Müller, Imker, Portraitmaler und gründete eine Musikkapelle.
1856 wurde ihm ein Sohn geboren, der nach vier Monaten starb. Am 21. April 1858 wurde ihm wieder ein Sohn geboren, der auf Wunsch des Großvaters dessen Vornamen Paul erhielt. Weitere Kinder hießen Anna und Maria. Die Schwiegermutter wohnte mit im Haus.
Nachdem Sebastian Locher neun Jahre in der Hermentinger Mühle verbracht hatte, war seine Gesundheit wiederhergestellt und er sehnte sich zurück in seinen Beruf. So bewarb der sich um die Lehrerstelle in Veringenstadt und verkaufte seine Hermentinger Mühle.
Am 1. Oktober 1863 zog er nach Veringenstadt und trat das Provisorat in Veringenstadt an. Die Schule befand sich im Spitalgebäude. Seine Wohnung hatte er am Schlossberg hinter dem Strübhaus. Er übernahm die Unterklasse, Sonntags- und Fortbildungsschule, Obstbaum- und Bienenzucht und war in der Musikkapelle aktiv. Alle Schulferien benützte er zu Studien über die Grafen von Veringen im Landesarchiv in Stuttgart und im fürstlichen Archiv in Donaueschingen. Unter einem Kasten im Veringenstadter Rathaus entdeckte er die vergilbten Akten eines Hexenprozesses vom Jahre 1680. Mit großem Eifer lernte er Lateinisch, weil das Protokoll des Hexenprozesses teilweise lateinische Passagen besaß und er sie übersetzen wollte.
Die Königlich-Preußische Regierung zu Sigmaringen berief ihn am 26. September 1866 an die Stadtschule in Sigmaringen; er übernahm dort die Oberklasse mit 60 Schülern in drei Jahrgängen. Vom Hohenzollerischen Lehrerkollegium wurde er gebeten, ein Lehrbuch über die Neuerung der Maße und Gewichte nach dem Dezimalsystem 1870 zu verfassen.
Nach den Worten seines Sohnes Paul war er ein drakonischer Lehrer, der von dem Wunsch beseelt war, den Schülern möglichst viele Kenntnisse beizubringen.
Am 27. Juni 1889 starb Sebastian Locher an einem Leberleiden und wurde in Sigmaringen mit der verdienten Ehrung beerdigt.

## Ehrenämter
- Kurator der Schullehrer - Witwen - Waisenkasse
- Mitglied der Lehrerprüfungskommission
- Ausschussmitglied der Centralstelle für Gewerbe u. Landwirtschaft
- Bibliothekar der Lehrerleseschriften.

## Auszeichnungen
- Goldene Bene merenti-Medaille, verliehen durch Fürst Karl Anton von Hohenzollern
- Goldene Zivil-Verdienstmedaille für Wissenschaft und Kunst, verliehen durch König Karl von Württemberg
- Ritter des Königlichen Hausordens von Hohenzollern, verliehen durch König Wilhelm von Preußen
- Adler des Königlichen Hausordens von Hohenzollern, verliehen durch Wilhelm I.

## Schriften
Sebastian Locher hat mehr als 36 Publikationen verfasst.
Schriften zur Ortsgeschichte:
- Regesten der Grafen von Veringen
- Hie Nellenburg - hie Veringen
- Geschichtlicher Überblick über die vier Oberämter Hohenzollerns 1897
- Beiträge zur Geschichte der Stadt Sigmaringen
- Albrecht von Österreich besucht Sigmaringen (vor 600 Jahren). 1899
- Manuskripte über Urkunden: Sigmaringen, Veringen, Rechberg, Hornstein, Hohenfels, Herren v. Neuneck
- Hexenprozess Veringen - Bader-Ann
- Manuskripte zur Kirchengeschichte, Klöster in Hohenzollern
- Wallfahrtskirche Deutstetten
- Berichte zur Bienenzucht
- Die Herren von Neuneck Liehner, Sigmaringen 1884 (Digitalisat)

Pädagogische Schriften:
- Anleitung zur Kenntnis der neuen Maße und Gewichte Liehnersche Hofbuchdruckerei, Sigmaringen, 48 Seiten
- Rechnungsaufgaben zur Anleitung Liehner, Sigmaringen, 2. Auflage 1871, 37 S.
- Der steinerne Brotlaib zu Neckarhausen. Im Lesebuch für Oberstufe von H. Reiser, 1889
- Maria Gnadental Im Hohenz. Lesebuch S. 70.
- Die Sage vom höllischen Schuß Im Hohenz. Lesebuch S. 72.